# Джерела «Ревуха» (5 шт.)
Джерела Ревуха — гідрологічна пам'ятка природи місцевого значення. Розташована між селами Велика Вулига та Мала Вулига Тиврівського району Вінницької області. Оголошена відповідно до Рішення Вінницького облвиконкому від 29.08.1984 р. № 371. Охороняються великодебітні джерела ґрунтової води, які живлять струмок (доплив р. Улижка), що не замерзає взимку, має водорегулююче значення.